# Bob Hayes
Pour les articles homonymes, voir Hayes.
Robert Lee Hayes, le plus souvent Bob Hayes, né le 20 décembre 1942 à Jacksonville en Floride, mort le 18 septembre 2002, est un athlète américain, pratiquant le sprint. Il a été également champion de football américain. Son surnom était « Bullet Bob ».

## Biographie

### Athlétisme

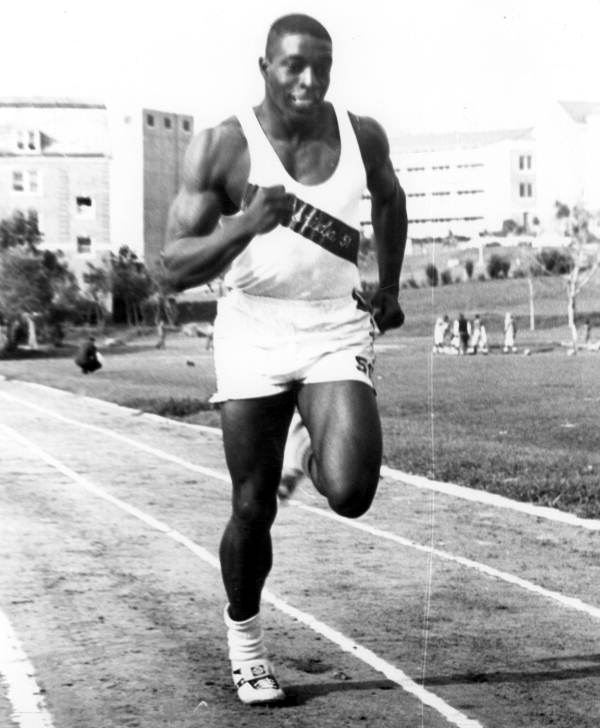
Bob Hayes en mars 1962.

Il ne subit aucune défaite de juin 1962 à octobre 1964, accumulant cinquante-quatre victoires consécutives.
Il se distingue en 1962 à l'occasion de ses premiers championnats nationaux en remportant l'épreuve du 100 yards en 9 s 3, devançant tous les favoris de la course, notamment le Canadien Harry Jerome, alors détenteur du record du monde en 9 s 3. Étudiant à l'Université A&M de Floride, Hayes poursuit son ascension dès l'année suivante en établissant un nouveau record mondial du 100 yards en 9 s 1 sur l'une des premières pistes synthétiques construites aux États-Unis, performance rééditée trois autres fois dans des conditions de vent régulières.
Il remporte aisément les sélections olympiques américaines 1964 de Los Angeles en réalisant le temps de 10 s 1 sur 100 mètres. Aux Jeux olympiques d'été de Tokyo, Bob Hayes réalise 9 s 9 en demi-finale du 100 m sur une piste en cendrée détrempée et avec un vent favorable de 5 m/s. Quelques heures plus tard, il devient champion olympique en 10 s 0 juste (+ 1,0 m/s), égalant à cette occasion le record mondial codétenu par Armin Hary, Harry Jerome et Horacio Esteves. Le temps, mesuré électroniquement pour la seconde fois lors de Jeux olympiques, est de 10 s 06.
Aligné par ailleurs dans l'épreuve du relais 4 × 100 m, l'Américain remporte une nouvelle médaille d'or, assortie d'un nouveau record du monde en 39 s 0, en compagnie de Paul Drayton, Gerald Ashworth et Richard Stebbins. Si la technique de Hayes brille par sa médiocrité, ses qualités physiques (1,82 m, 90 kg) l'autorisent à creuser la différence avec ses adversaires. Ses deux courses de Tokyo restent des modèles du genre malgré des conditions difficiles : piste en cendrée détrempée pour l'épreuve individuelle, retour fantastique dans le dernier relais du 4 × 100 m, où il a six mètres de retard lors de la transmission du témoin. Dans les deux cas, Hayes franchit la ligne avec plusieurs mètres d'avance sur ses adversaires.

#### Palmarès
| Date | Compétition     | Lieu  | Résultat | Épreuve   | Temps       |
| ---- | --------------- | ----- | -------- | --------- | ----------- |
| 1964 | Jeux olympiques | Tokyo | 1er      | 100 m     | 10 s 0 (RM) |
| 1964 | Jeux olympiques | Tokyo | 1er      | 4 × 100 m | 39 s 0 (RM) |

- Championnats des États-Unis d'athlétisme : vainqueur du 100 yards en 1962 et 1963, du 100 m en 1964[4].

#### Records
- record du monde du 100 yd en 1963 en 9 s 1
- record du monde du 100 mètres en 1964 en 10 s 0 (10 s 06)
- record du monde du 4 × 100 mètres en 1964 en 39 s 0.

### Football américain

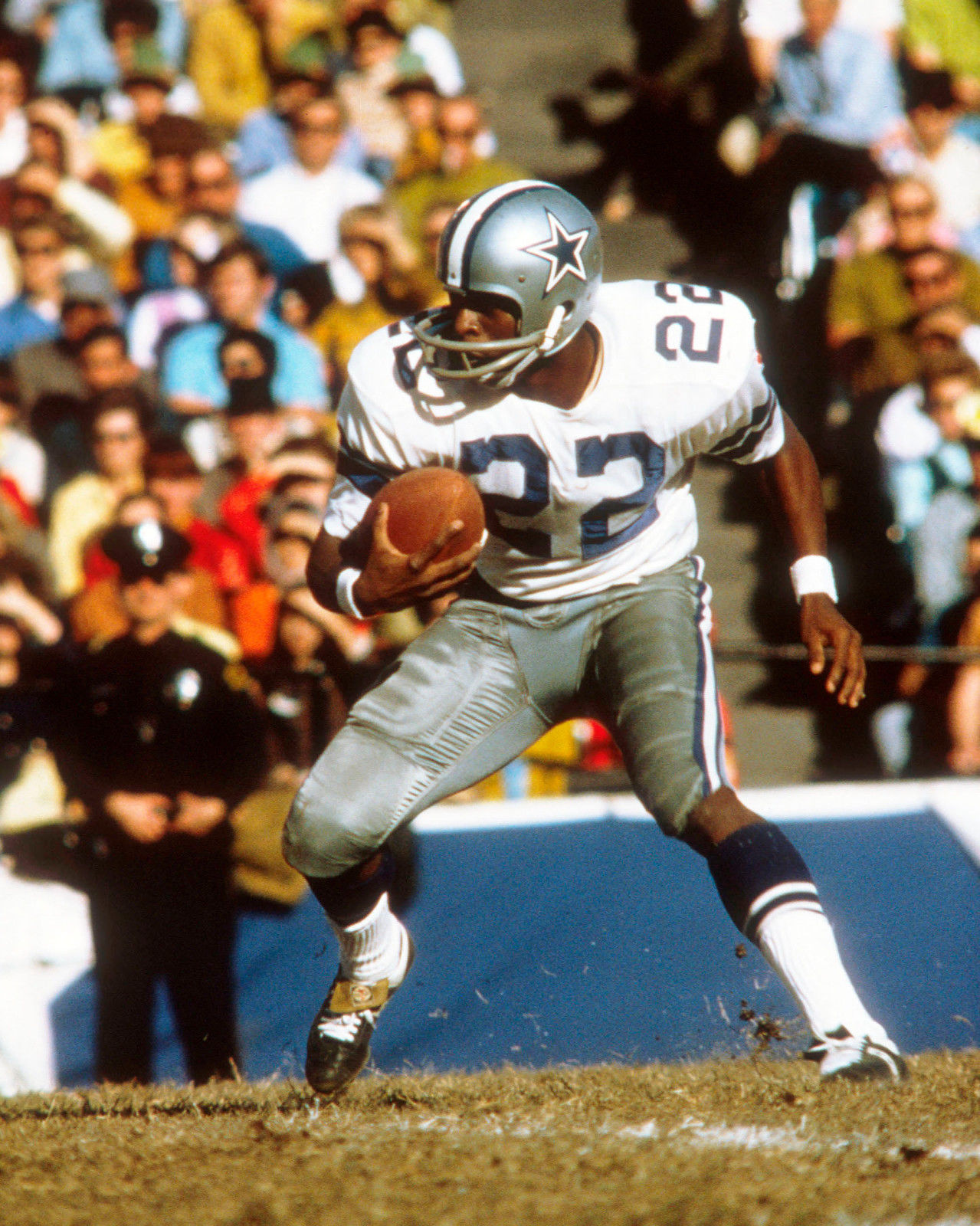
Bob Hayes comme joueur de football chez les Cowboys de Dallas.

Après les Jeux, il rejoint le club de football américain des Cowboys de Dallas. Il y deviendra un receveur brillant, dominant deux années de suite les statistiques de la NFL pour les touchdowns. En 1971, il remporte le Super Bowl.
Après une saison avec les 49ers de San Francisco, il arrête sa carrière. Le football américain lui rapporte plus de quatre millions de dollars en douze ans de carrière.
En 2009, il entre au Pro Football Hall of Fame du football américain.

#### Clubs successifs
- Cowboys de Dallas
- 49ers de San Francisco

#### Palmarès
- Super Bowl 1971